# Ухналёв, Евгений Ильич
Евгений Ильич Ухналёв (4 сентября 1931, Ленинград, РСФСР, СССР — 2 сентября 2015, Санкт-Петербург, Российская Федерация) — советский и российский художник, живописец. Народный художник Российской Федерации (1997), автор эскизов современного Государственного герба Российской Федерации, знаков президентской власти, высших государственных наград Российской Федерации.

## Биография
Отец — Илья Акимович Ухналёв, изобретатель, металловед, был приговорён к 25 годам по «политической» статье и отбывал срок на воркутинской шахте № 40.
В детстве Евгений пережил блокаду Ленинграда и эвакуацию, после окончания блокады возвратился в Ленинград.
Окончил Художественную школу при Институте живописи, скульптуры и архитектуры имени И. Е. Репина.
В возрасте 17 лет, в 1948 году Е. И. Ухналёв был осуждён по статье 58 Уголовного кодекса РСФСР и отбывал срок в тюрьмах и лагерях («Кресты», Воркутлаг), освобождён через 6 лет.
С 1954 года, после возвращения в Ленинград, работал в проектных институтах — сначала чертёжником, затем архитектором. В 1959 году реабилитирован.
В 1967—1975 годах — главный архитектор Государственного Эрмитажа. С 1998 года — ведущий художник Государственного Эрмитажа.
В 1992—1998 годах — специалист-эксперт аппарата Государственной герольдии при Президенте Российской Федерации. 29 июня 1999 года был включён в состав Геральдического совета при Президенте Российской Федерации. 26 августа 2004 года вновь утверждён членом этого совета.
Являлся соучредителем и действительным членом основанной в 2006 году Гильдии геральдических художников (Россия).
В последние годы жизни художник сильно болел. Скончался в Петербурге 2 сентября 2015 года на 84-м году жизни.

## Творчество
Участник более 40 выставок в России и за рубежом, в том числе в Германии, США, Австрии, Финляндии и Швеции. Первая выставка состоялась в 1980 году.
Работы хранятся в Государственном Русском музее, в Музее современных искусств им. С. П. Дягилева СПбГУ, музее Анны Ахматовой в Фонтанном доме, в музее современного искусства Эрарта и других частных собраниях России, Америки и Европы.
Автор дизайнов и рисунков:
- графического изображения герба и флага Санкт-Петербурга
- современного Государственного герба Российской Федерации,
- штандарта и знака Президента Российской Федерации,
- знаков орденов Святого апостола Андрея Первозванного, «За заслуги перед Отечеством» и ордена Мужества.
- должностного знака Губернатора Санкт-Петербурга,
- свидетельства Президента Российской Федерации о покровительстве Государственному Эрмитажу,
- медалей «В память 300-летия Санкт-Петербурга» и «В честь 60-летия полного освобождения Ленинграда от фашистской блокады»,
- знака и диплома лауреата Государственной премии Российской Федерации,
- памятного знака «300 лет Российской гвардии», знака «10 лет восстановления геральдической службы России», «15 лет восстановления геральдической службы России», эмблемы и членского знака Геральдического совета при Президенте Российской Федерации.
- бланка Свидетельства о регистрации в Государственном геральдическом регистре Российской Федерации.
- гербов, флагов и иных знаков для свидетельств об их внесении в Государственный геральдический регистр Российской Федерации.

Работы Е. И. Ухналёва опубликованы в книге Г. В. Вилинбахова «Государственный герб России. 500 лет». СПб., 1997.
Автор памятника Жертвам политических репрессий в Петрограде-Ленинграде — «Соловецкого камня» на Троицкой площади в Санкт-Петербурге.

## Галерея
- Герб России
- Штандарт Президента России
- Знак ордена «За заслуги перед Отечеством»
- Звезда ордена «За заслуги перед Отечеством»
- Орден Мужества
- Медаль «В память 300-летия Санкт-Петербурга»
- Почётный знак лауреата Государственной премии Российской Федерации

В 2013 году в издательстве Corpus вышла книга воспоминаний Евгения Ухналёва «Это моё».

## Выставки
- 4 сентября — 1 ноября 2001. Евгений Ухналев. «Глухая пора» Живопись. Графика. Выставка из цикла «Они работали в Эрмитаже». Государственный Эрмитаж.
- 21 января — 13 февраля 2011 г. прошла персональная выставка «Дверь в стене» в музее современного искусства Эрарта[14].

## Награды
- Народный художник Российской Федерации (30 июня 1997 года) — за большие заслуги в области изобразительного искусства[15]
- Юбилейная медаль «50 лет Победы в Великой Отечественной войне 1941—1945 гг.» (1995 год),
- Юбилейная медаль «60 лет Победы в Великой Отечественной войне 1941—1945 гг.» (2005 год),
- Юбилейная медаль «65 лет Победы в Великой Отечественной войне 1941—1945 гг.» (2010 год),
- Медаль «В память 300-летия Санкт-Петербурга» (2003 год),
- Благодарность Президента Российской Федерации (27 июля 2007 года) — за большой вклад в обеспечение единой государственной политики в области геральдики[16]
- Медаль «В честь 60-летия полного освобождения Ленинграда от фашистской блокады» (Санкт-Петербург, 2004 год).